# Тчевський повіт
Тчевський повіт (пол. powiat tczewski) — один з 16 земських повітів Поморського воєводства Польщі.
Утворений 1 січня 1999 року в результаті адміністративної реформи.

## Загальні дані
Повіт знаходиться у південно-східній частині воєводства.
Адміністративний центр — місто Тчев.
Станом на 1.01.2008 населення становить 113 148 осіб, площа 697,11 км².

## Демографія
Демографічні дані повіту станом на 30.06.2005:
|       | Всього  | Всього | Жінки  | Жінки | Чоловіки | Чоловіки |
| ----- | ------- | ------ | ------ | ----- | -------- | -------- |
|       | осіб    | %      | осіб   | %     | осіб     | %        |
| Повіт | 112 495 | 100    | 57 523 | 51,1  | 54 972   | 48,9     |
| Міста | 75 512  | 100    | 39 141 | 51,8  | 36 371   | 48,2     |
| Села  | 36 983  | 100    | 18 382 | 49,7  | 18 601   | 50,3     |